# 阿魯湖
58°12′40″N 27°17′0″E / 58.21111°N 27.28333°E
阿魯湖，是愛沙尼亞的湖泊，位於該國東南部，由珀爾瓦縣負責管轄，處於首都塔林東南面200公里，面積0.32平方公里，海拔高度36米，最大水深3米。